# Gallorömischer Senatsadel
Gallischer bzw. gallorömischer Senatsadel bezeichnet eine hochgestellte soziale Gruppe im spätantiken Gallien bzw. in der frühen Merowingerzeit. Die Erschließung dieser Gruppe geht maßgeblich auf die sozialgeschichtlichen Studien Karl Friedrich Strohekers zurück, die diesbezüglich bis heute grundlegend sind.
In diesem Zusammenhang werden Gallorömer, deren Vorfahren im 4. bzw. im 5. Jahrhundert höhere (west)römische Staatsämter bekleidet hatten, zum sogenannten senatorischen Adel gerechnet. Der prestigeträchtige und angesehene, wenngleich politisch kaum noch einflussreiche römische Senatorenstand (ordo senatorius) verbreiterte sich in der Spätantike erheblich, fächerte sich aber gleichzeitig in mehrere Rangklassen auf (viri clarissimi, spectabiles und illustres). Von den Senatoren insgesamt saß nur ein kleiner Teil (die viri illustres) im römischen Senat, weshalb zwischen Mitgliedern des Senatorenstands und Senatsmitgliedern im eigentlichen Sinne zu unterscheiden ist. Erblich war nur die Würde eines clarissimus.
Mehrere senatorische Aufsteiger verdankten ihre Rangstellung der dynamischen Entwicklung seit der Zeit Konstantins, als der höhere Staatsdienst Personen – unabhängig von ihrer vorherigen Stellung – den Aufstieg in die gesellschaftliche Elite ermöglichte und einen „Neuadel“ bildete, der von Herrschergunst und dem kaiserlichen Staatsdienst geprägt war. Zu diesen Personen gehörten im 5. Jahrhundert unter anderem Sidonius Apollinaris, Kaiser Avitus sowie mehrere Bischöfe, beispielsweise Avitus von Vienne und Ruricius von Limoges. Erblichkeit des Standes, von Besitztümern und Vorrechten, umfassender Grundbesitz, repräsentativer Lebensstil, personale Verbindungen, klassische Bildung und Privilegien (steuerlicher und rechtlicher Art) zeichneten diese Gruppe aus, die in Gallien und Italien besonderen Einfluss ausübte. Gleichzeitig kam es aber zu einer Provinzialisierung des senatorischen Adels: Seit dem frühen 5. Jahrhundert stammten alle lokalen Amtsträger in Gallien nur noch aus der einheimischen Aristokratie.
Während die gallische senatorische Elite im 4. Jahrhundert über einen beachtlichen politischen Einfluss auf der Reichsebene verfügte, zumal viele Kaiser zu dieser Zeit in Gallien residierten, konnte sie im 5. Jahrhundert kaum noch auf die kaiserliche Politik einwirken, denn seit 395 hielten sich Kaiser nur noch sporadisch in Gallien auf. In diesen Kontext gehören wohl auch die fehlgeschlagenen Usurpationsversuche des Jovinus und des Constantinus, deren Niederschlagung um 412 negative Folgen für die gallorömische Elite hatte. Der Versuch, diesen Prozess zu stoppen, scheiterte endgültig mit dem Sturz des Kaisers Avitus im Jahr 456. Der kaiserliche Hof und später schließlich die Reichsebene als politischer Bezugspunkt entfielen. Auf lokaler Ebene büßte die senatorische Elite hingegen kaum an Macht ein, im Gegenteil. Gallische Großgrundbesitzer traten vielmehr als Patrone für Kleinbauern und andere Arbeiter auf, banden diese im Gegenzug an ihre Person und gewannen zusätzlichen Grundbesitz.
Politisch verhielten sich mehrere Mitglieder der gallorömischen Elite, die keineswegs eine feste Einheit bildete, durchaus flexibel. So nahmen einige von ihnen Kontakt zu germanischen Anführern auf, die im Verlauf der ausgehenden "Völkerwanderung" in Gallien einfielen und im späten 5. Jahrhundert dort eigenständige Reiche bildeten (Westgoten, Burgunden und Franken). Statt der weltlichen gewann in der 2. Hälfte des 5. Jahrhunderts die geistliche Laufbahn für die gallische Oberschicht zunehmend an Attraktivität. Das Bischofsamt wurde zu einem neuen Bezugspunkt für das Selbstverständnis gallischer Aristokraten, wobei sie dieses eigentlich geistliche Amt durchaus für politische Zwecke nutzten und repräsentativ aufwerteten.
Zahlreiche Vertreter des gallischen Senatsadels bekleideten auch weiterhin vom späten 5. Jahrhundert bis in die folgende Merowingerzeit wichtige Posten in Verwaltung bzw. Kirche, vor allem im mittleren und südlichen Gallien, wo ihre Einflussmöglichkeiten am stärksten ausgeprägt waren. Hierbei stützten sie sich nicht zuletzt auf die eigenen (teils sehr bedeutenden) Besitztümer und Vorrechte sowie auf verwandtschaftliche Netzwerke. Den Mitgliedern der gallischen Elite gelang es so noch längere Zeit, politischen Einfluss auszuüben und kulturelle Impulse zu geben. Dem gallischen Senatorenadel kam im Hinblick auf die Formierung der frühmittelalterlichen Gesellschaft in Gallien eine erhebliche Bedeutung zu: „Die senatorische Oberschicht vermittelte dem merowingischen Gallien die stärksten Kontinuitätsstränge in geistiger Kultur, Verwaltung und Kirche.“
Der gallorömische Bischof und Geschichtsschreiber Gregor von Tours, der selbst aus einer gut vernetzten senatorischen Familie stammte (mit dem Spitzenahn Gregor von Langres), verstand sich weiterhin als Untertan des (ost-)römischen Kaisers und benutzte noch um 590 in seinen Werken das Wort senator als hohen Ehrentitel für einen speziellen Personenkreis vornehmer Gallorömer, deren Mitgliedern er einen hervorgehobenen sozialen Rang einräumte. Es handelte sich hierbei um Nachfahren von Amtspersonen des alten Imperiums, was in der frühen Merowingerzeit durchaus noch Gewicht hatte. Stroheker zufolge war die Bezeichnung senator bei Gregor von Tours denn auch nicht durch Ansehen, Macht oder Reichtum definiert, sondern durch die Abstammung von einem dieser älteren senatorischen Geschlechter. Kritischer hingegen äußerte sich etwa Frank Gilliard, der von weiteren Aufsteigern ausging, die in poströmischer Zeit zur Gruppe der „Senatoren Gregors“ hinzukamen. 
Es bleibt festzuhalten, dass Mitglieder des senatorischen Adels Galliens im 5. und 6. Jahrhundert versuchten, ihre soziale Stellung nun durch die Ausübung hoher lokaler, vor allem kirchlicher Posten zu bewahren. Allerdings sollte man hierbei die Rolle senatorischer Personen vielleicht auch nicht überschätzen: So hat in neuerer Zeit Steffen Patzold die bisherige Forschungsmeinung zu revidieren versucht, dass die senatorischen Familien die Bischofsämter für ihre Mitglieder quasi monopolisiert hätten. Patzold zufolge ist die diesbezügliche Quellengrundlage eher dünn und oft zu uneindeutig. Die entsprechende Forschungsdiskussion ist derzeit noch in Bewegung.